# Бекир Халими
Бекир Халими (на албански: Bekir Halimi; на македонска литературна норма: Беќир Халими) е ислямски теолог, радикален имам и албански революционер, деец на Армията за национално освобождение (АНО).

## Биография
Бекир Халими е роден на 15 декември 1971 година в Скопие, тогава в Югославия. Присъединява се към АНО и по време на военния конфликт в Република Македония през 2001 година е заместник-командир на Муджахидинското подразделение, командвана от Ферит Селими и действаща в района на Куманово.
След края на войната се легализира, създава мюсюлманската организация „Бами Ресия“ и издателската къща „Нун“ в Скопие. През 2008 година поради съмнение за връзки с клетка на Ал-Каида в Кувейт МВР на Република Македония започва акция срещу Бекир Халими: обискиран е домът му, иззети са компютри и мултимедийни материали. През 2012 година става ясно, че Бекир Халими, Рамадан Рамадани и Екрем Авдиу поддържат връзки с българския клон на салафитската ислямска организация „Ал-Уакф ал-ислями“, действаща нелегално в Родопите.